# Route 59 (Alberta)
La Route 59 est une route ouest / est située dans le nord-ouest de l'Alberta. Elle relie la route 43 près de Hythe à la route 2 près de Sexsmith,.

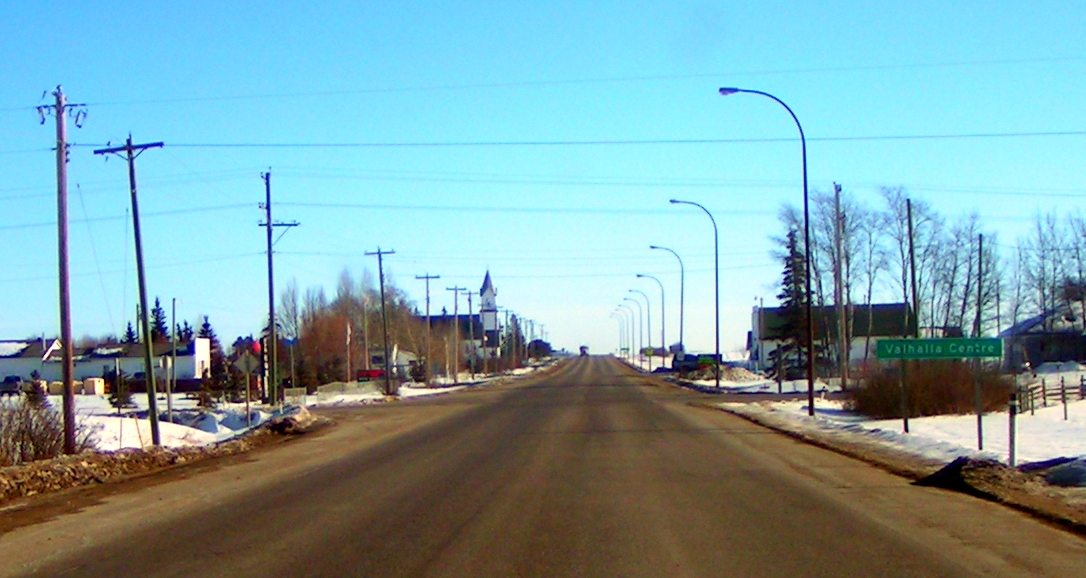
Route 59 à Valhalla Centre

## Intersections majeures
| Municipalité rurale / spécialisée             | Ville           | km                 | Destinations                                    | Notes                                     |
| --------------------------------------------- | --------------- | ------------------ | ----------------------------------------------- | ----------------------------------------- |
| Comté de Grande Prairie No 1                  |                 | 0,00               | AB-43 – Grande Prairie, Dawson Creek            |                                           |
| Comté de Grande Prairie No 1                  | 10,00           | AB-721 sud – Hythe | Terminus nord de l'AB-721                       |                                           |
| Comté de Grande Prairie No 1                  | Valhalla Centre | 27,00              | AB-723 sud – Beaverlodge                        | Terminus nord de l'AB-723                 |
| Comté de Grande Prairie No 1                  | La Glace        | 35,00              | AB-724 sud – Wembley                            | Terminus ouest du multiplex avec l'AB-724 |
| Comté de Grande Prairie No 1                  |                 | 40,00              | AB-724 nord                                     | Terminus est du multiplex avec l'AB-724   |
| Comté de Grande Prairie No 1                  | Sexsmith        | 62,00              | AB-2 – Rycroft, Rivière-la-Paix, Grande Prairie |                                           |
| Comté de Grande Prairie No 1                  | Sexsmith        | 62,00              | AB-674 est – Teepee Creek                       | L'AB-59 est devient l'AB-674 est          |
| - Terminus de multiplex - Transition de route |                 |                    |                                                 |                                           |